# Ostendorfer-Gymnasium Neumarkt in der Oberpfalz

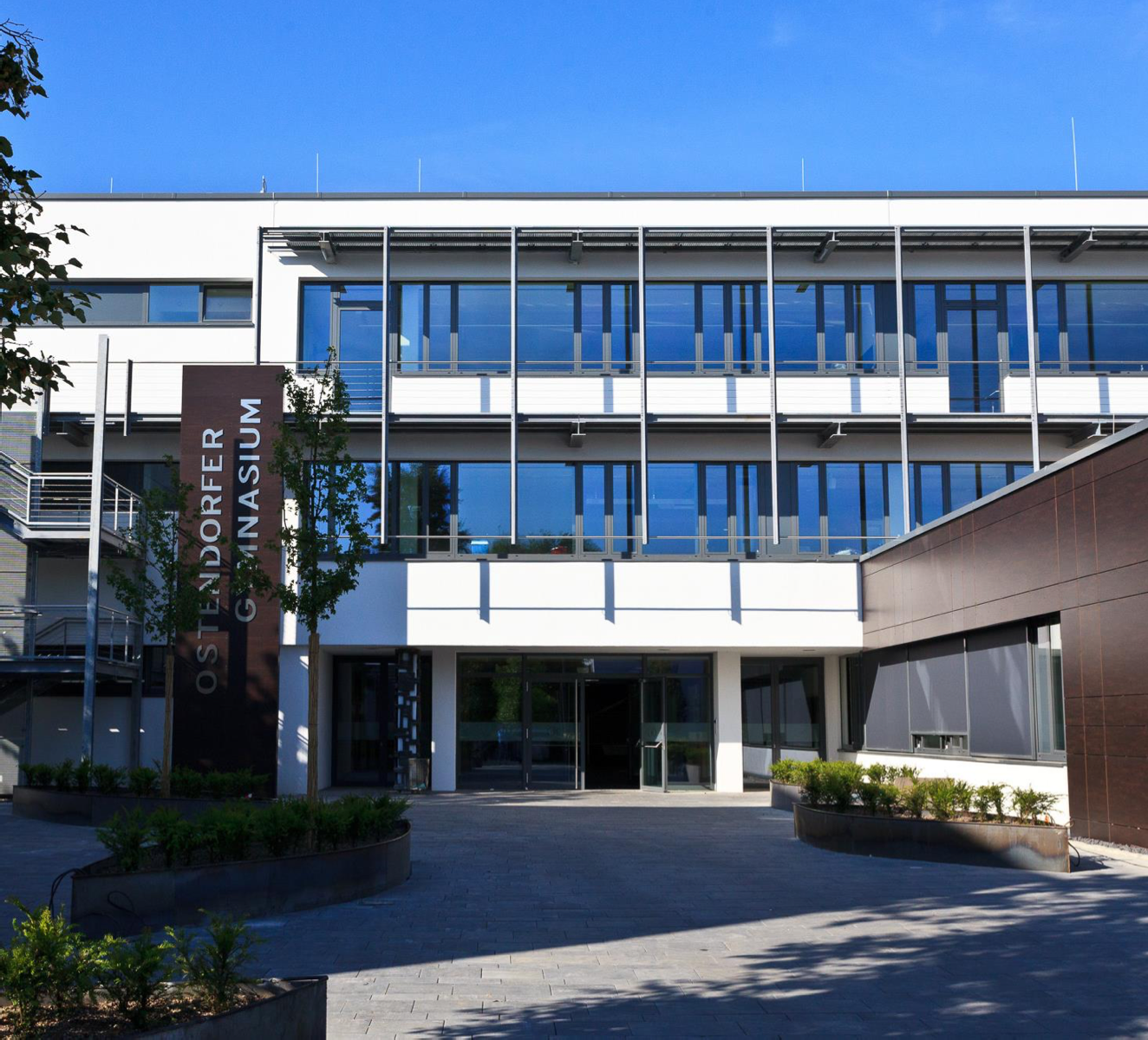
Haupteingang

Das Ostendorfer-Gymnasium (OG) ist ein sprachliches, musisches und sozialwissenschaftliches Gymnasium in Neumarkt in der Oberpfalz und eine staatlich anerkannte UNESCO-Projektschule.

## Geschichte
Benannt wurde es nach dem Maler und Zeichner Michael Ostendorfer (1490–1559), der im Regensburger Raum zahlreiche Holzschnitte und Buchillustrationen anfertigte und auch am Hofe Friedrichs II. in Neumarkt als Hofmaler tätig war.
Die Schule ist unterteilt in zwei Gebäude (A-Bau seit 1972, B-Bau seit 1992), die den wachsenden Platzbedarf ausglichen. Der A-Bau des Gymnasiums wurde 2010 generalsaniert und bildet den Kern der Schule. Die Architektur der Schule ist geprägt von klaren Formen und einer dezenten Farbgebung.
2015 wurde die Schule medientechnisch auf den neuesten Stand gebracht, so dass alle Unterrichtsräume mit Beamer, Dokumentenkamera und einer Internetverbindung ausgestattet sind. 2023 wurden außerdem die Beamer und Tafeln in vielen Klassenräume durch Smartboards ersetzt.
2024 wurde der generalsanierte und erweiterte B-Bau eingeweiht.

## Ausbildungsrichtungen
Das Ostendorfer-Gymnasium bietet drei verschiedene Zweige mit unterschiedlichen Voraussetzungen im Bereich der Fremdsprachen gemäß den Bestimmungen des bayerischen Kultusministeriums.

### Sprachliches Gymnasium
In dieser Ausbildungsrichtung erhalten die Schüler eine sprachliche und interkulturelle Ausbildung, es werden drei Fremdsprachen erlernt. Der praxisorientierten Abrundung dient ein Austauschprogramm mit ausländischen Partnerschulen.

### Musisches Gymnasium
Diese Ausbildungsrichtung legt den Schwerpunkt auf kulturelle Bildung, speziell auf der Entwicklung der musischen Fähigkeiten der Kinder. Die drei Fächer Musik, Kunsterziehung und Deutsch werden dabei als bedeutsam angesehen, Musik ist Kernfach. Jedes Kind erlernt ab Jahrgangsstufe 5 ein Instrument. Der Unterricht ist kostenlos, es werden keine Vorkenntnisse erwartet. Derzeit bietet das Ostendorfer-Gymnasium Unterricht in verschiedenen Streich- und Blasinstrumenten sowie Klavier oder Orgel an.

### Sozialwissenschaftliches Gymnasium
Diese Ausbildungsrichtung legt den Schwerpunkt auf die Fähigkeit, sich mit politischen und gesellschaftlichen Sachverhalten eigenständig auseinanderzusetzen. Ein Anliegen ist es dabei, in den Schülern die Bereitschaft zu wecken, das politische und soziale Leben der Gesellschaft mitzugestalten und Verantwortung hierfür zu übernehmen. Außerschulische Praktika helfen, die Erfahrungswelten des sozialen Miteinanders durch Engagement in einer sozialen Einrichtung zu erschließen sowie soziale Wahrnehmung und soziales Handeln zu erproben.

## Profil der Schule

### Lernunterstützung
Es werden angeboten:
- Lernmethoden-Trainingseinheiten (Lernen lernen) finden speziell für die 5. Jahrgangsstufe statt.
- Methodentage[10] sollen grundlegende Kompetenzen nach den individuellen Bedürfnissen der Schüler entwickeln.
- Die Förderung der Schüler erfolgt durch:
  - Förderunterricht in den Fächern Mathematik, Physik, Englisch, Latein und Deutsch
  - „Go OG“ – Ferienkurse zur Wiederholung[11]
  - „KlarOG!“ – Individuelles Coaching zur Optimierung der persönlichen Lernstrategien
- „Jugend forscht – Schüler experimentieren“: Das Ostendorfer-Gymnasium ist Organisator des Regionalwettbewerbs der Oberpfalz seit 1995.[12][13]
- Medienbildung und -pädagogik soll die Erkenntnis bei  digitalen Herausforderungen (u. a. im Unterrichtsfach „Netzgänger“) fördern.[14]
- Ein Lern-, Ruhe- und Informationszentrum ist die Schulbibliothek mit ca. 11.000 Büchern und 24 Fachzeitschriften im Abonnement.[15][16][17][18]

### Vielseitigkeit und Kreativität
- Die offene Ganztagesschule (Jgst. 5–7) soll der Vorbereitung und Unterstützung dienen.
- Das Training zur Sozialkompetenz soll eine gewaltfreie Kommunikation fördern.
- Jährlich findet ein Wahlkursangebot statt.
- Im musischen Bereich haben die Schüler die Möglichkeit, sich in Chöre, Orchester, Camerata, Big Band, Rockband, Blechbläser- und Flötenensemble, Kammermusikgruppen und Instrumentalunterricht, Schultheatergruppen und Poetry-Slams einzubringen.[19]
- DELF ist eine Möglichkeit des Erwerbs eines französischen Sprachzertifikats[20]
- Theaterfahrten und Exkursionen zu Schauplätzen der Literatur und Geschichte[21]
- Projekte zur Leseförderung[22]

### Weltoffenheit
Möglichkeiten sind:
- UNESCO-Profil des OG[3][23]
  - Das OG ist die einzige anerkannte UNESCO-Projekt-Schule (UPS) der Oberpfalz und hat sich mit 10000 Schulen in 180 Ländern die Vermittlung der UNESCO-Erziehungsziele – Menschenrechte und Frieden, Umweltbildung und nachhaltige Entwicklung, global citizenship, Chancen und Freiheiten im digitalen Zeitalter, Welterbe und interkulturelles Lernen – zum Ziel gesetzt.
  - Die Schule nimmt alle zwei Jahre am internationalen Projekttag der UPS teil.
  - Schüler des OG sind in der UNESCO-Arbeitsgruppe aktiv und verkaufen zweimal pro Woche fair gehandelte Waren in der Aula, nehmen am Jugendforum der bayerischen UPS teil, unterstützen soziale Projekte, zum Beispiel eine Bürgerinitiative in einer Favela in Brasilien, engagieren sich für Menschenrechte und gestalten weitere Aktionen.[24]
- Interkulturelles Lernen
  - In regelmäßigen Abständen findet ein Schüleraustausch mit Schülern u. a. aus den folgenden Orten statt:
    -  Frankreich: Issoire[25]
    -  Spanien: Saragossa[26]
    -  Italien: Bergamo[27]
    -  Ungarn: Pécs[28][29]
    -  Volksrepublik China: Ningbo[30][31]

  - Interkulturelle Begegnungen finden zudem in individuellen Austauschprogrammen statt, die Schülern Lernaufenthalte u. a. in Paraguay und Italien ermöglichen.
  - Die Internationale Jugendbegegnung, veranstaltet in Zusammenarbeit mit der Stadt Neumarkt, organisiert gemeinsame Konzerte von Teilnehmern aus dem OG und dem osteuropäischen Ausland.[29]
  - KulTour ist das Motto der Studienfahrten, die Schüler an kulturell reizvolle Orte im In- und Ausland führen.

### Soziale Kommunikation
Da die Schüler viel Zeit in der Schule verbringen, sollen sie über den Unterricht hinaus Gemeinschaft erleben, bringen ihre Fähigkeiten ein und pflegen soziale Kontakte.
- Schüler helfen Schülern in den Bereichen:
  - Die Betreuung der jüngsten „Ostendorfer“  durch Tutoren aus der Mittelstufe soll bei der schnellen Eingewöhnung in die Schulgemeinschaft helfen.[33]
  - Streitschlichter und Coolrider (Schulwegbegleiter) werden ausgebildet, um entstehende Konflikte zu bewältigen.[34][35][36]
  - Ältere Schüler helfen den jüngeren mittels Nachhilfen.
  - Beim „Projekt Netzgänger“ lernen die Kleinen von den Großen aus der Oberstufe, wie man sich risikoarm und clever mit neuen Medien im Internet bewegt.[14]
  - Schulsanitäter versorgen Schüler bei kleineren Verletzungen im Schulalltag.[37]
  - Ausgebildete Tutoren aus den oberen Jahrgangsstufen sollen Schülern zu Freude an der Bewegung im Rahmen des Programms ‚Sport nach 1‘ verhelfen.[33]
- Die Schülerzeitung „Moskito“ gibt Schülern die Möglichkeit, sich journalistisch zu erproben.[38]
- Tag der offenen Tür, Toleranztag und Schulfeste sind Möglichkeiten der Begegnung.[39][40][41]
- Die ‚Tage der Orientierung‘ in der Mittelstufe sollen den Heranwachsenden Raum zur Besinnung und Selbstfindung geben.[42]
- Suchtprävention soll die Jugendlichen gegen Gefahren der Abhängigkeit sensibilisieren.
- SIKIT – ein schulinternes Kriseninterventionsprogramm, um in schweren Stunden zusammenzustehen.[43]

## Die Musicals
Zu den größten Projekten der Schule zählte die Produktion von Musicals, seit 1996 meist in zweijährigem Turnus.
Für Text und Regie sorgten jeweils Franz Müller & „Textgruppe“
- Undine. Musik: Max J. Gmelch & Armin Schidlo & Andreas Flierl (1996, 1998, 2008)
- Die Wolfsteiner. Musik: Gmelch & Flierl (2000)
- Plutos. Musik: Gmelch & Thomas Röll (2002)
- IsoSOlaLA. Musik: Gmelch & Marcel Estermann mit Michael Dorner & Röll (2004)
- Der letzte Brief. Musik: Gmelch & Estermann mit Dorner (2006)
- Der König der Kröten. Musik: Gmelch (2007)

Das Schulmusical IsoSOlaLA gewann im Jahr 2004 beim 1. Deutschen Jugend Musical Festival in Herxheim die Awards für jeweils die beste(n) Eigenkomposition, Texte, schauspielerische Leistung (Gruppe), männliche Hauptrolle (Tobias Thumann)
Der letzte Brief
Dieses Musicalprojekt wurde am 14. Juli 2006 wiederum in der Aula des Landratsamtes der Öffentlichkeit präsentiert. Die Handlung basiert auf einer wahren Begebenheit und bezieht sich auf das Leben von Ilse Haas, die in den 1930ern in Neumarkt lebte und im Konzentrationslager Stutthof bei Straßburg umkam.
Dargestellt werden Episoden aus den letzten Monaten im Leben des jüdischen Mädchens Ilse Goldbach. Sie werden rekonstruiert anhand von Briefen, die das junge Mädchen Karin bei ihrer Großmutter findet, die seinerzeit Dienstmädchen bei Familie Goldbach war. Die Briefe dokumentieren die Veränderungen im Nazideutschland der 30er-Jahre. Sie beginnen mit der Schilderung eines fröhlichen Festes und enden mit der Vertreibung aus Neumarkt. Karin dringt immer mehr in das Geschehen ein. Ilses Schicksal lässt sie nicht mehr los und sie entfremdet sich zunehmend von ihrem Freundeskreis. Im letzten Brief erfährt sie schließlich die ganze Wahrheit.
Das Musical stieß auf große Resonanz, aus den USA besuchte der letzte Überlebende der Familie Haas mit seiner Frau zum ersten Mal seit Kriegsende Neumarkt.
Würdigungen und Daten:
- 2006: Simon-Snopkowski-Preis der Gesellschaft zur Förderung jüdischer Kultur und Tradition e. V. (München).
- 21. Dezember 2006 Verleihung des neu geschaffenen Kulturförderpreises der Stadt Neumarkt.
- 10. Februar 2007 Aufführung im Gasteig (München) und Würdigung von der Vizepräsidentin des Bayerischen Landtages, Barbara Stamm.
- 25. Juli 2007 Eröffnung des Ilse-Haas-Wegs im Stadtpark Neumarkt entlang der Mädchenrealschule.[44]
- 16. Oktober 2007 Sonderpreis des Schülerwettbewerbs „Klarer Kopf – Argumentieren gegen rechte Parolen“ der FDP-nahen Thomas-Dehler-Stiftung. Überreichung des Preises durch die bayerische FDP-Vorsitzende Sabine Leutheusser-Schnarrenberger.[45]
- 2011 Wiederaufnahme der Produktion (Neumarkt).

## Auszeichnungen und Partnerschaften
- Staatlich anerkannte UNESCO-Projektschule[46]
- Umweltschule in Europa[47]
- Partnerschule der Universität Regensburg[48]
- MINT-freundliche Schule[49]: Mathematik – Informatik – Naturwissenschaften – Technik
- Berufswahl-SIEGEL Bayern[50]

## Verein der Freunde des Ostendorfer-Gymnasiums
Seit 1990 setzen sich aktive Eltern im „Verein der Freunde des Ostendorfer-Gymnasiums Neumarkt i.d.OPf. e. V.“ ein für:
- finanzielle Unterstützung der Schule, dort wo die öffentlichen Mittel nicht ausreichen,
- die Teilnahme von allen Schülern an schulischen Aktivitäten,
- die Auszeichnung besonderer Leistungen
- und die Stärkung und Förderung der Schulgemeinschaft, auch über die Schulzeit hinaus.

Seit 2011 verleiht der Förderverein den Ostendorfer Schulpreis „Wir sind stolz auf euch!“ für besonderes Engagement in der Schulgemeinschaft.

## Bekannte ehemalige Schüler
- Lizzy Aumeier (1964–2024), Kontrabassistin und Kabarettistin
- Nils Gründer (* 1997), Politiker (FDP)
- Wolfgang M. Heckl (* 1958), Biophysiker, Generaldirektor des Deutschen Museums
- Susanne Hierl (* 1973), Politikerin (CSU)
- Katrin Schmidberger (* 1982), Politikerin (Bündnis 90/Die Grünen)
- Marius Schwemmer (* 1977), Kirchenmusiker, Diakon. Diözesan- und Dommusikdirektor in Passau
- Marc Secara (* 1976), Jazz- und Pop-Sänger
- Martin Sturm (* 1992), Professor für Orgel und Orgelimprovisation an der Hochschule für Musik Franz Liszt Weimar
- Thomas Thumann (* 1965), Rechtsanwalt, Politiker, Oberbürgermeister

## Sonstiges
Im August 2011 machte das Ostendorfer-Gymnasium überregionale Schlagzeilen, als die Schulleitung gegen den Abiturjahrgang 2010/2011 Anzeige wegen eines Abistreichs erstattete.